# Міністр закордонних справ Палестини
Міністр закордонних справ Палестини — це глава урядового міністерства, відповідального за зовнішні відносини Палестини. Воно було створене 30 квітня 2003 року як міністерство в складі Палестинської національної адміністрації.

## Історія
До створення окремого Міністерства закордонних справ 30 квітня 2003 року, Міністерство планування та міжнародного співробітництва займалося закордонними справами з 5 липня 1994 року по 30 квітня 2003 року, після чого його було розділено на Міністерство планування та Міністерство міжнародного співробітництва, яке, у свою чергу, було перейменовано та створено як Міністерство закордонних справ. Міністерство планування було відновлено та перейменовано на Міністерство планування та міжнародного співробітництва 31 березня 2024 року для вирішення внутрішніх та зовнішніх питань планування палестинського уряду та посилення співпраці з країнами в різних галузях, тоді як Міністерство закордонних справ та експатріантів займається дипломатичними зовнішніми відносинами з країнами.
У червні 2006 року Ізраїль атакував міністерство закордонних справ Хамасу в Газі у відповідь на викрадення Гілада Шаліта. Третій та четвертий поверхи будівлі були зруйновані, інцидент обійшовся без жертв.

## Дипломатичні відносини
Палестина підтримує дипломатичні відносини з 136 країнами. Вона має 87 посольств, 14 генеральних делегацій, 3 генеральні консульства та 6 спеціальних місій: місію при Організації Об'єднаних Націй (Нью-Йорк), місію при установах ООН у Женеві, місію при установах ООН у Парижі, посла при Європейському Союзі (Брюссель), місію при установах Арабської ліги в Каїрі та місію при Організації ісламського співробітництва в Джидді.

## Список міністрів
Всепалестинський уряд
| № | Портрет | Ім'я (Роки життя)              | Початок повноважень | Кінець повноважень | Партія     |
| - | ------- | ------------------------------ | ------------------- | ------------------ | ---------- |
| 1 |         | Джамал аль-Хусейні (1894–1982) | 22 вересня 1948     | 1953               | Незалежний |

Уряд Палестини
| №                                                  | Портрет                                            | Ім'я (Роки життя)                                  | Початок повноважень                                | Кінець повноважень                                 | Партія                                             |
| Міністр планування та міжнародного співробітництва | Міністр планування та міжнародного співробітництва | Міністр планування та міжнародного співробітництва | Міністр планування та міжнародного співробітництва | Міністр планування та міжнародного співробітництва | Міністр планування та міжнародного співробітництва |
| -------------------------------------------------- | -------------------------------------------------- | -------------------------------------------------- | -------------------------------------------------- | -------------------------------------------------- | -------------------------------------------------- |
| 1                                                  |                                                    | Набіль Шаат (нар. 1938)                            | 5 липня 1994                                       | 30 квітня 2003                                     | ФАТХ (ОВП)                                         |
| Міністр закордонних справ та експатріантів         |                                                    |                                                    |                                                    |                                                    |                                                    |
| 1                                                  |                                                    | Набіль Шаат (нар. 1938)                            | 30 квітня 2003                                     | 24 лютого 2005                                     | ФАТХ (ОВП)                                         |
| 2                                                  |                                                    | Нассер аль-Кудва (нар. 1953)                       | 24 лютого 2005                                     | 29 березня 2006                                    | ФАТХ (ОВП)                                         |
| 3                                                  |                                                    | Махмуд аль-Захар (нар. 1945)                       | 29 березня 2006                                    | 17 березня 2007                                    | Хамас                                              |
| 4                                                  |                                                    | Зіад Абу Амр (нар. 1950)                           | 17 березня 2007                                    | 14 червня 2007                                     | Незалежний                                         |
| 5                                                  |                                                    | Салям Фаяд (нар. 1952)                             | 14 червня 2007                                     | 19 травня 2009                                     | Третій шлях                                        |
| 6                                                  |                                                    | Ріяд аль-Малікі (нар. 1955)                        | 19 травня 2009                                     | 31 березня 2024                                    | Незалежний                                         |
| 7                                                  |                                                    | Мохаммад Мустафа (нар. 1954)                       | 31 березня 2024                                    | Чинний                                             | Незалежний                                         |

### Список державних міністрів
| № | Портрет | Ім'я (Роки життя)           | Початок повноважень | Кінець повноважень | Партія     |
| - | ------- | --------------------------- | ------------------- | ------------------ | ---------- |
| 1 |         | Варсен Агабекян (нар. 1958) | 31 березня 2024     | Чинний             | Незалежний |